# دفنباخية بنمية
دفنباخية بنمية (الاسم العلمي:Dieffenbachia panamensis) هي نوع من النباتات يتبع جنس الدفنباخية من الفصيلة اللوفية.
نبات الديفنباخيا Dieffenbachia من الفصيلة القلقاسية وموطنه كولومبيا وكوستاريكا، ويوجد منه عدة أنواع، تعتبر الديفنباخيا امونيا من أقواها وأكثرها تحملاً، من النباتات المنزلية وتزرع لجمال أوراقها التي تتميز بحجمها الكبير الذي قد يتجاوز 20 سم طولاً و 12 سم عرضاً، ولونها أخضر عشبي مخططة بخطوط صفراء تتخللها نقاط وخطوط خضر، قد يصل ارتفاعها إلى متر واحد وقد تزيد.
والنوع المسمى نبتة الحماة يسمى أيضاً بالقصب المجنون! لأن العصارة المرة المفرزة من أوراقها ضارة لذلك فمضغ أوراقها له تأثير سام يؤدي لتورم اللسان وفقد النطق لتأثيره الشديد على الحبال الصوتية لذلك ينبغي إبعادها عن متناول الأطفال.

## العناية بالديفنباخيا
يحتاج جو دافئ إلى معتدل، ومحب الماء خلال فترة النمو النشط التي تتضح في شهري سبتمبر وأكتوبر وتكون أقل وضوحاً في شهري مايو و يونية، لذلك يفضل وضعها فوق صينية حصى مبلل باستمرار، ورش الأوراق ما بين فترة وأخرى برذاذ الماء.
يسمد بسماد مخفف كل أسبوعين خلال فترة النمو النشط. والري معتدل طوال العام، كما انها تحتاج ضوء ساطع مرشح خلال الفترة من بداية الربيع إلى نهاية الخريف و تعرض لأشعة الشمس المباشرة في الشتاء.

## تكاثر الديفنباخيا
تتكاثر بالعقل، وكذلك بالخلفات أو الفسائل التي تنمو من براعم على طول الساق الرئيسي، وتنجح زراعة الفسائل بالماء فقط لحين تكون الجذور ثم تنقل للأصيص، ويستغرق نمو الجذور فترة تتراوح بين عشرين يوم إلى شهر تقل أو تزيد حسب درجة العناية.
لها منظر جميل وهي من النباتات المنزلية الجميلة والمطلوبة 